# ایتون (ویرجینیای غربی)
ایتون (به انگلیسی: Eaton) یک منطقهٔ مسکونی در ایالات متحده آمریکا است که در شهرستان وود، ویرجینیای غربی واقع شده‌است. ایتون ۲۴۱٫۱ متر بالاتر از سطح دریا واقع شده‌است.